# Satu Nou (Crețești), Vaslui
Satu Nou este un sat în comuna Crețești din județul Vaslui, Moldova, România. Se află în partea de nord-est a județului, în Dealurile Fălciului, pe malul drept al Lohanului.